# Rajma kormányzóság

Rajma kormányzóság elhelyezkedése Jemenen belül

Rajma kormányzóság (arabul محافظة ريمة [Muḥāfaẓat Rayma]) Jemen huszonegy kormányzóságának egyike. Az ország nyugati részén fekszik. Nyugaton és északnyugaton el-Hudajda, északkeleten Szanaa, keleten és délen pedig Dzamár kormányzóság határolja. Székhelye el-Dzsabín városa. Területe 2 239 km², népessége a 2004-es népszámlálási adatok szerint 394 448 fő. 2004-ben hozták létre Szanaa kormányzóság nyugati területeiből.

## Fordítás
Ez a szócikk részben vagy egészben  a   Governorates of Yemen című angol Wikipédia-szócikk ezen változatának fordításán alapul.  Az eredeti cikk szerkesztőit annak laptörténete sorolja fel. Ez a jelzés csupán a megfogalmazás eredetét és a szerzői jogokat jelzi, nem szolgál a cikkben szereplő információk forrásmegjelöléseként.